# Горпина-Богдана Заславська
Горпина-Богдана Заславська (*д/н — бл. 1571) — литовсько-білоруська аристократка часів Великого князівства Литовського.

## Життєпис
Походила з литвинського князівського роду Заславських (нащадків Гедиміна). Донька Михайла Заславського, князя мстиславського, й Юліанни Мстиславської. При народженні отримала ім'я Богдана, в хрещенні —Горпина.
У 1546 році вийшла заміж за князя Андрія Сангушко, який відписав їй 2000 коп грошей на Люшневі, Серебрищах й Заозер'ї. У 1558 році отримала від останнього міста Камінь і Кошерськ, що викликало невдоволення її пасербка Олександра. У 1559 році король Польський і великий князь Литовський Сигізмунд II Август писав останньому, щоб він не чіпав відписаних Горпині Сангушко маєтків.
1560 року помер чоловік Горпини-Богдани. Невдовзі Олександр Сангушко вчинив напад на замки мачухи і її доньки Анни. Горпина-Богдана поскаржилася королю про те, що князь Олександр Сангушко захопив замки Камінь і Кошерськ, а її саму і її дочку Анну пограбував, напавши на них в їх власній садибі, і відняв все їхнє майно. За це Сангушка викликано до королівський суд. Судова тягонина з Олександром Сангушко за села Люшневе, Льбяж і Мірков тривала до 1571 року.
Водночас Горпина-Богдана наприкінці 1561 року вийшла заміж вдруге — за польського шляхтича Андрія Цехановецького, прийнявши католицтво. У 1563 році без згоди родичів першого чоловіка видала доньку Ганну заміж за Миколу Сапігу, що викликало новий конфлікт з Олександром Сангушко.
Остаточно вдалося замиритися після смерті Олександра Сангушки — його син Лев Сангушко випустив відповідний меморандум. Невдовзі після цього Горпина-Богдана померла.

## Родина
1. Чоловік — Андрій Сангушко
Діти:
- Анна (д/н—1580), дружина Миколи Сапіги, воєводи мінського
- Олександра

2. Чоловік — Андрій Цехановецький
Діти:
- Станіслав, стольник оршанський
- Раїна